# Hydropsyche opthalmica
Hydropsyche opthalmica är en nattsländeart som beskrevs av Oliver S. Flint Jr. 1965. Hydropsyche opthalmica ingår i släktet Hydropsyche och familjen ryssjenattsländor. Inga underarter finns listade i Catalogue of Life.